# 90453 Shawnphillips
90453 Shawnphillips è un asteroide della fascia principale. Scoperto nel 2004, presenta un'orbita caratterizzata da un semiasse maggiore pari a 3,0033374 au e da un'eccentricità di 0,0978503, inclinata di 13,09201° rispetto all'eclittica.
L'asteroide è dedicato al cantautore statunitense Shawn Phillips.